# Camposanto (Buttstädt)

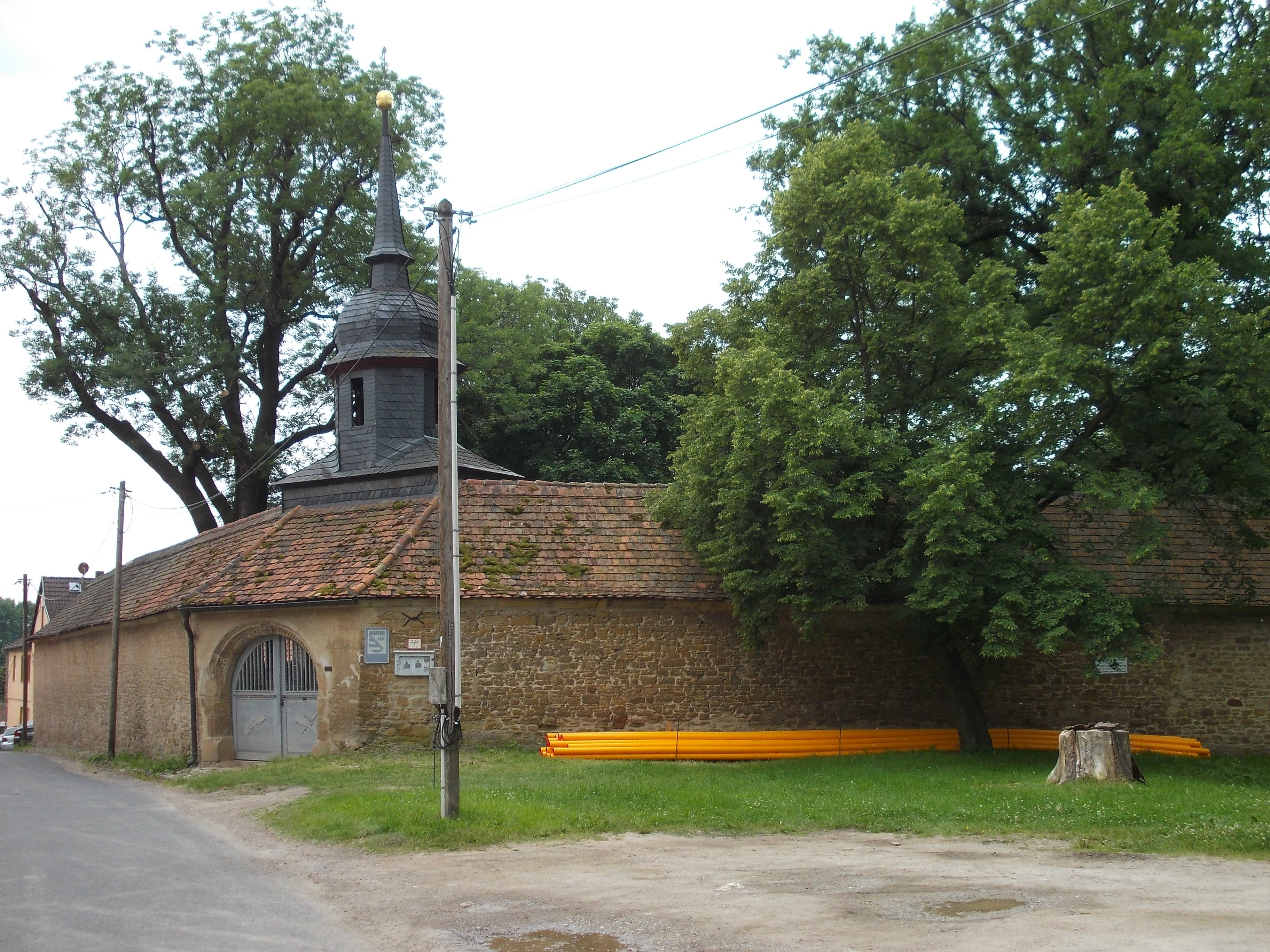
Der Eingang zum Camposanto

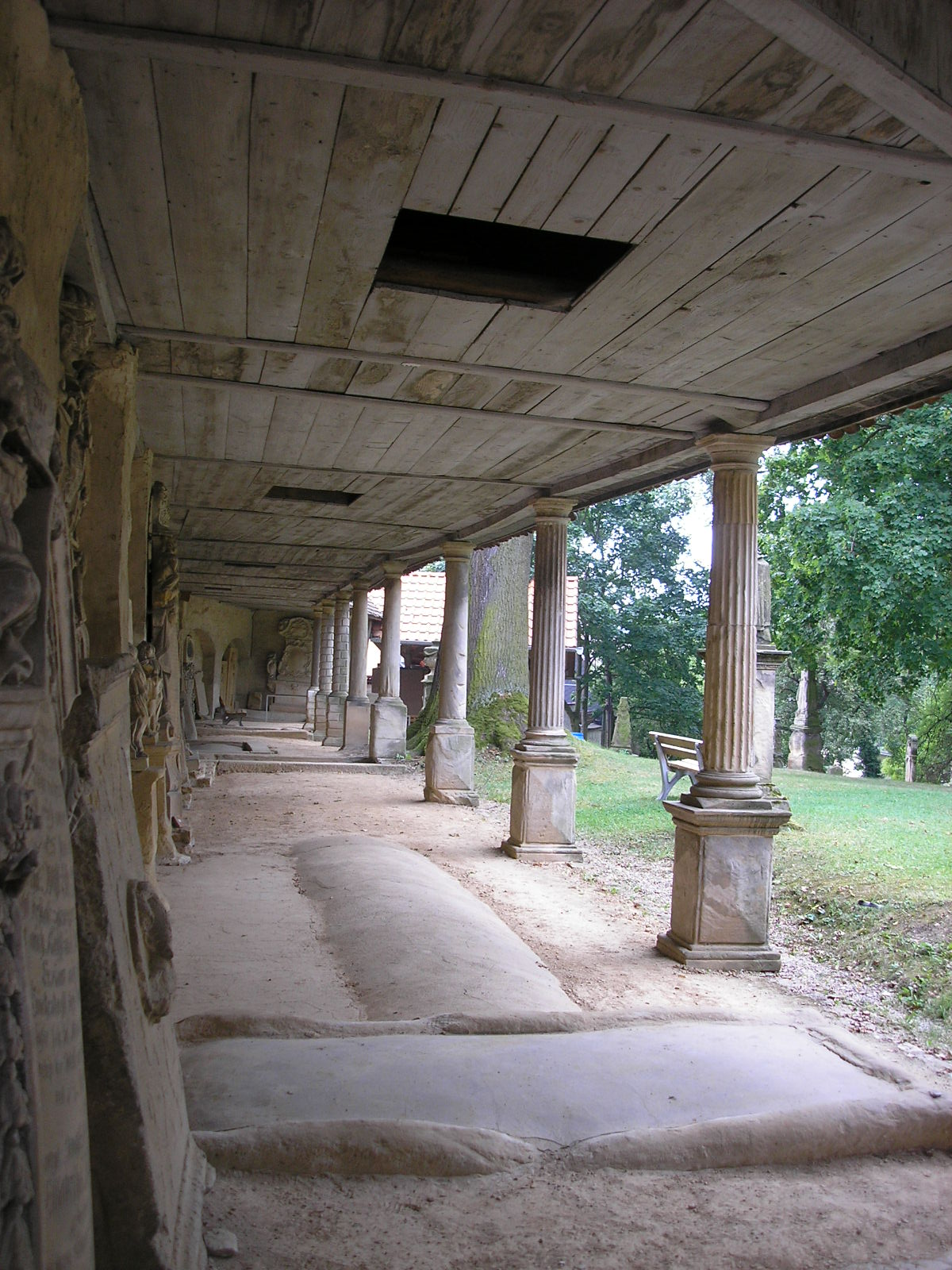
Überdachter Teil

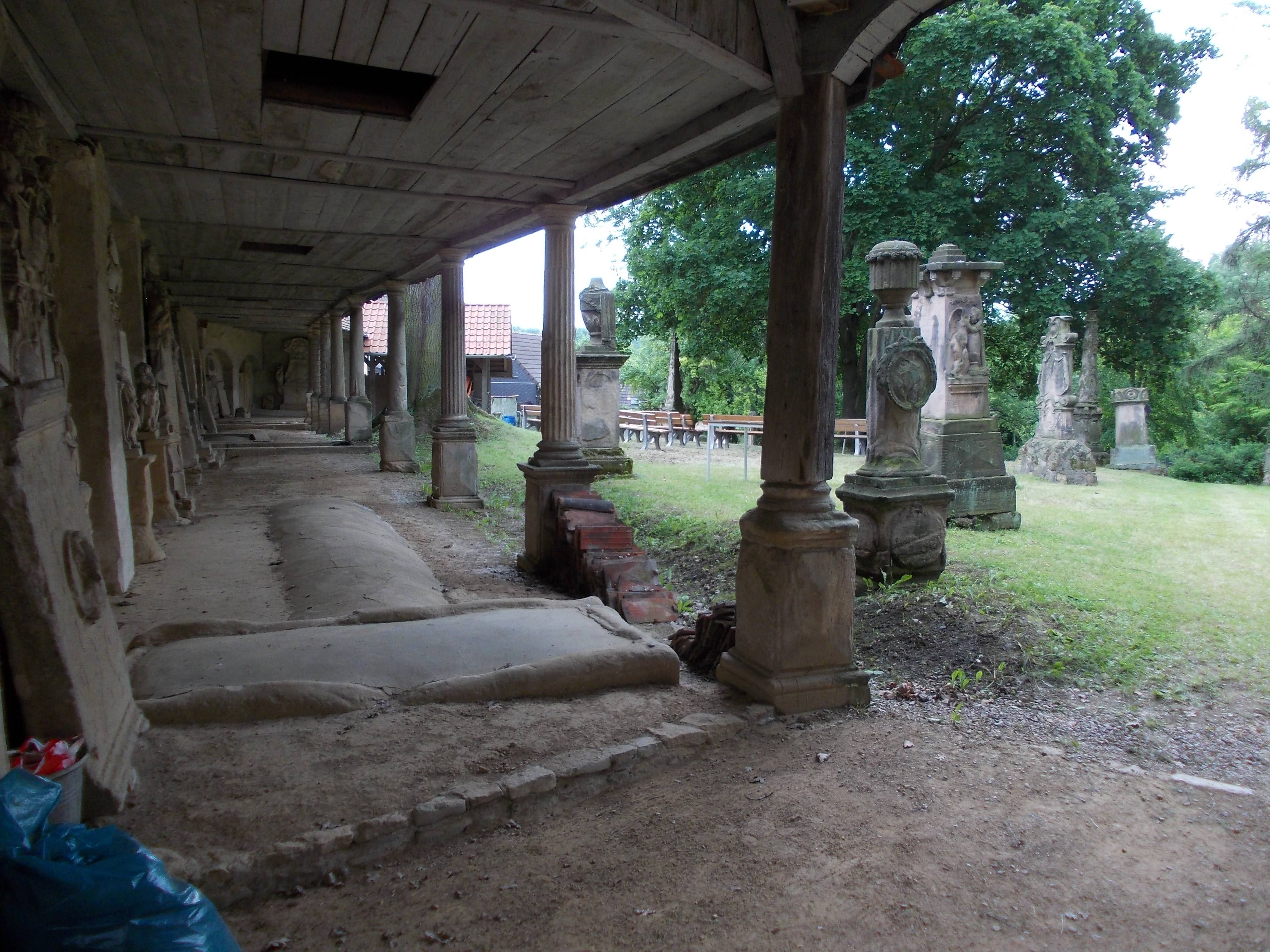
Historische Grabdenkmäler

Der Camposanto Buttstädt ist ein denkmalgeschützter historischer Friedhof in Buttstädt, einem Ort im Landkreis Sömmerda (Thüringen). Er ist eine der wenigen erhaltenen Friedhofsanlagen der Renaissance in Mitteldeutschland.

## Geschichte und Beschreibung
Der Friedhof wurde 1591 nach dem Vorbild der italienischen Camposanti angelegt und wurde bis 1861 belegt. Im späten Mittelalter setzte ein Umdenken bei den Bestattungsgewohnheiten ein. Bis dahin war es Brauch, die Toten in der Nähe des Altares zu bestatten. Also befanden sich die Grabstätten meist rund um die oder in der Kirche. Raumnot und hygienisch bedenkliche Verhältnisse zwangen zum Umdenken. Neue Friedhöfe wurden außerhalb der Stadtmauern angelegt. Das erstarkte Bürgertum verlangte nach repräsentativen Grabstätten. Mit dem Campo Santo entstand eine weltliche Form der Bestattung, bei der allerdings die prunkvollen Grabmale der städtischen Honoratioren durchaus als gottergeben galten. Der Vorgängerfriedhof, der sich auch an dieser Stelle befand, gehörte zur wendischen Kirche St. Johannis, er befand sich außerhalb der Stadtgrenzen. Die Johanniskirche wurde bei einem Stadtbrand im Jahr 1684 zerstört, auch der Friedhof wurde stark in Mitleidenschaft gezogen. Das Tor an der Ecke des Friedhofes trägt die Bezeichnung 1592, aus dieser Zeit stammen auch die Ost- und Nordmauer des Camposanto. Laut einer Inschrift am Ostflügel wurden die innenliegenden Kolonnaden 1603 gebaut. Die Schäfte der Säulen sind entweder glatt, rustiziert oder kanneliert. An einem Postament ist der Name des Stadtkämmerers Valentin Rensch erhalten, er war Stifter oder Bauverwalter. Der Torturm ist mit Schiefer verblendet, er wurde wohl um 1700 aufgesetzt. Der Friedhof beherbergt zahlreiche Grabmale aus der Zeit vom 16. bis zum 19. Jahrhundert. Der Campo Santo war nie ganz von Arkaden umsäumt. Die schönsten Grabmale aus allen Epochen der Belegung sind unter den beiden Säulengängen erhalten. Von den Grabmalen auf dem leicht abfallenden Gräberfeld sind nur wenige erhalten. Von 1991 bis 1995 wurden umfangreiche Maßnahmen zur Bausicherung vorgenommen. Eine vergleichbare Friedhofsanlage ist in Thüringen nicht erhalten.

### Grabmal für Johannes Christian Harnisch

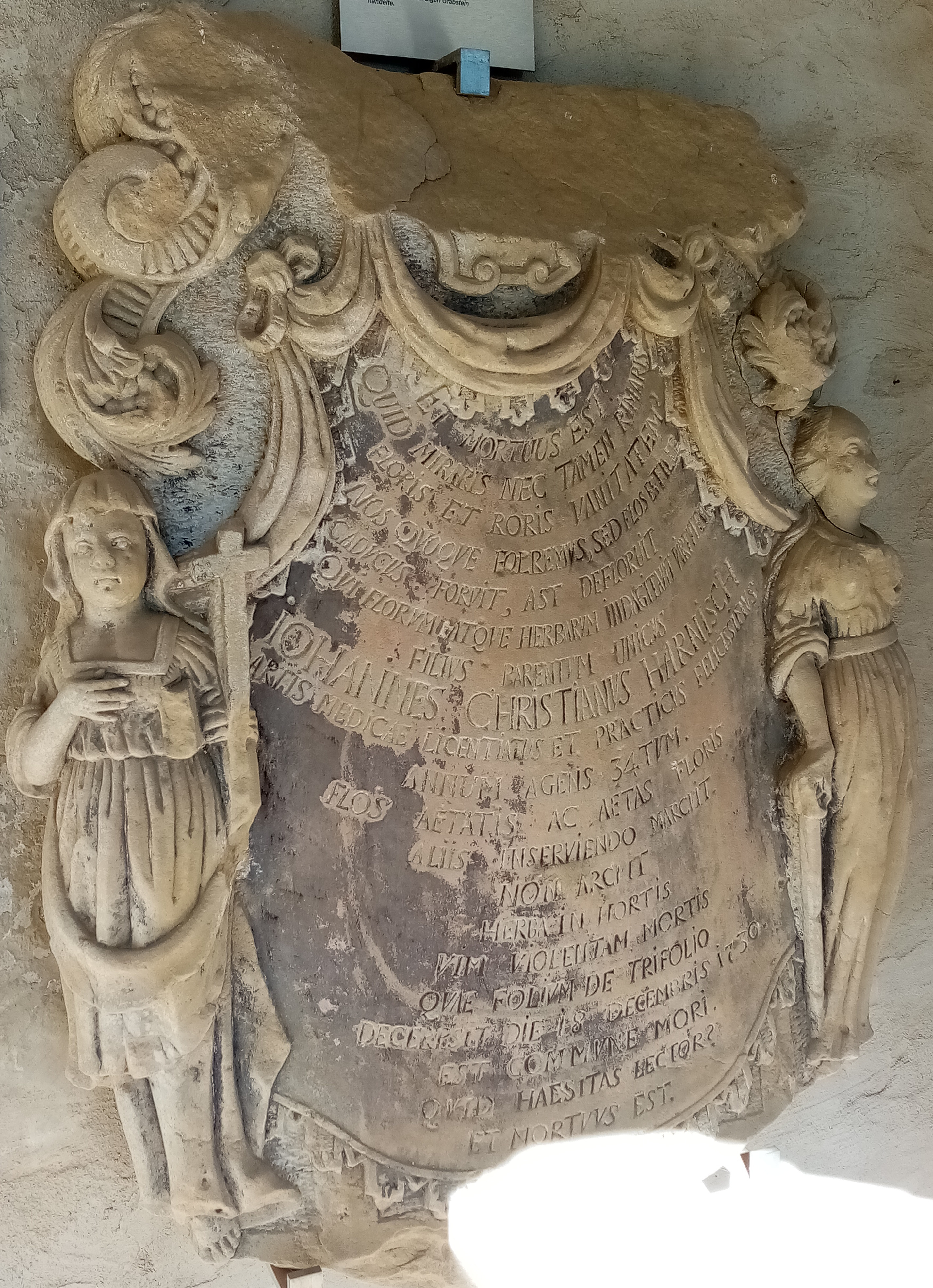
Grabmal für J.C. Harnisch, † 1730

Ein Beispiel für die Kunst des Hochbarock ist das unmittelbar neben dem Friedhofstor gelegene Grabmal für den 1730 verstorbenen Arzt J.C. Harnisch, auf dessen Beruf mit seiner Kenntnis von Heilkräutern die lateinische Inschrift in typischer Weise anspielt: Das Verblühen einer Blume wird in christlicher Tradition auf die Vergänglichkeit des Lebens bezogen (Jes 40,6-8 ). Eine deutsche Übersetzung lautet:

„So ist er denn gestorben! Was wunderst du dich und erforschst stattdessen nicht die Vergänglichkeit der Blume und des Taues? Wir blühen zwar; aber jene Blume ist vergänglich. Er aber verblühte, der die Kraft der Blumen und Kräuter erforschte, der einzige Sohn seiner Eltern: Johannes Christian Harnisch, examinierter Mediziner und erfolgreich praktizierender Arzt, im 34. Lebensjahr. Ihm, der anderen diente, ermattete die Blüte des Alters und das Alter der Blüte. Die Kräuter in den Gärten hinderten nicht die ungestüme Kraft des Todes, die ein Blatt vom Klee pflückte am 18. Dezember 1730. Es ist allen bestimmt, zu sterben. Was stockst du, Leser? Und er ist gestorben.“

Nils-Christian Engel dokumentiert ebenfalls die Transkription des Originals und korrigiert den Steinmetz-Fehler „FOLREMUS“ in „FLOREMUS“ („wir blühen“):

“ET MORTUUS EST? QUID MIRARIS NEC TAMEN RIMARIS FLORIS ET RORIS VANITATEM? NOS QUOQUE FLOREMUS; SED FLOS EST ILLE CADUCUS FORTUIT; AST DEFLORUIT QUI FLORUM ATQUE HERBARUM INDAGITAVIT VIRTUTEM, FILIUS PARENTUM UNICUS JOHANNES CHRISTIANUS HARNISCH, ARTIS MEDICAE LICENTIATUS ET PRACTICUS FELICISSIMUS, ANNUM AGENS 34TUM. FLOS AETATIS AC AETAS FLORIS ALIIS INSERVIENDO MARCUIT. NON ARCUIT HERBA IN HORTIS VIM VIOLENTAM MORTIS. QUAE FOLIUM DE TRIFOLIO DECERPSIT DIE 18. DECEMBRIS 1730. EST COMMUNE MORI. QUID HAESITAS LECTOR? ET MORTUUS EST.”

### Grabmal für Gottlob Kauffmann
Ebenfalls hochbarock ist das vom Tor aus gesehen vierte Grabmal im nördlichen Säulengang. „Der Anwaltsberuf des Verstorbenen wird theologisch auf seine Verteidigung durch Christus im göttlichen Gericht bezogen: eine vielfältige und mit rhetorischem Schliff vorgetragene Proklamation der Lehre von der Erlösung durch den Kreuzestod Christi.“ Die Inschrift lautet:

“SISTE VIATOR GRADUM ET ECCE: IN HAC FOSSA QUISCUNT OSSA VIRI IUVVENIS CLARISSIMI ET DOCTISSIMI DOMINI GOTTLOB KAUFFMANN, ADVOCATI IMMATRICULATI SAXONIAE CELEBERRIMI, QUI NEMINI UNQUAM NISI HAC MORTE INIURIAM FECIT; LICET IN HAC VITA IN LITE VERSATUS, NUNC TAMEN VICIT SINE OMNI LITE IN CAUSSA PROPRIA CORAM TRIBUNALI DIVINO CHRISTO ADVOCATO. SIC ACTA FELICITER SUNT VICTA, CUM DEBITUM NATURAE SOLVERET MORTE QUIDEM PRAEMATURA d. 14. SEPT. 1730 FINITIS ANNIS XXVIII. ABI VIATOR TUAMQUE CAUSSAM ALIOQUANDO SIC AGERE DISCE.”

Nils-Christian Engel übersetzt:

„Halt an, Wanderer, den Schritt und siehe: In dieser Grube ruhen die Gebeine eines herausragenden und sehr gelehrten jungen Mannes, des Herrn Gottlob Kauffmann, des Advocatus immatriculatus in Sachsen, der niemandem jemals ein Unrecht getan hat außer durch seinen Tod. War er auch in diesem Leben mit Rechtsstreit befasst, hat er nun ohne jeden Prozess gewonnen, in seiner eigenen Sache, vor dem göttlichen Gericht mit Christus als Anwalt: So ist die Verhandlung glücklich gewonnen, da er [sc. Christus] die Schuld der Natur beglichen hat durch seinen zuvor geschehenen Tod. Am 14. September 1730 im Alter von 28 Jahren. Geh, Wanderer! Wisse, dass auch dein Prozess einst so geführt wird!“